# Leonard Bloomfield
Leonard Bloomfield (Chicago, 1º aprile 1887 – New Haven, 18 aprile 1949) è stato un linguista statunitense.
Il suo pensiero ha fortemente influenzato lo sviluppo della linguistica strutturale negli USA tra gli anni trenta e cinquanta; è noto soprattutto per il suo libro Il linguaggio (1933), in cui descrive lo stato dell'arte della linguistica nel suo tempo. Viene considerato il fondatore e massimo rappresentante del distribuzionalismo.

## Biografia
Di religione ebraica, Leonard Bloomfield nacque a Chicago da Sigmund e Carola Buber Bloomfield. Suo zio Maurice Bloomfield era professore di sanscrito e di "Filologia Comparata" alla Johns Hopkins University di Baltimora.
Nel 1903 si iscrisse all'Harvard College di Boston. Nel 1906 ottenne il titolo di "A.B. Assistant in German" all'università del Wisconsin. Dopo avere studiato con Eduard Prokosch, decise di dedicarsi agli studi di linguistica.
Nel 1908 Leonard Bloomfield fu nominato "Assistant in German und Graduate Studies" all'Università di Chicago. L'anno successivo conseguì il dottorato sotto la direzione di Francis A. Wood con "A semasiologic differentiation in Germanic secondary ablaut". Quello stesso anno sposò Alice Sayers.
Negli anni 1909/1910 operò come "Instructor in German" all'Università di Cincinnati.
Fino al 1913 lavorò nel dipartimento di tedesco dell'università dell'Illinois. 
Dal momento che per i collaboratori del dipartimento un soggiorno di studio in Germania era un requisito indispensabile per ottenere avanzamenti di carriera, anche Bloomfield si recò in Germania. Nel semestre invernale 1913/14 Leonard Bloomfield cominciò a studiare la linguistica storico-comparativa di stampo neogrammatico con August Leskien e Karl Brugmann a Lipsia, nel semestre estivo 1914 studiò invece linguistica storico-comparativa con Jacob Wackernagel, indologia con Hermann Oldenberg e iranistica con Friedrich Carl Andreas a Gottinga.
Dal 1913 al 1921 Bloomfield fu "Assistant Professor of Comparative Philology and German" all'università dell'Illinois. Fu in questo periodo che cominciò i suoi primi studi sulle lingue algonchine.
Nell'estate del 1920 compì la sua prima ricerca sul campo presso i Menomini del Wisconsin. La seconda ebbe luogo l'anno successivo. Le sue note servirono come base della grammatica The Menomini Language, pubblicata postuma, che ancor oggi è un'opera di riferimento per questa lingua.
A partire dal 1921 Bloomfield fu "Professor of German and Linguistics" alla università statale dell'Ohio dove ebbe come collega il behaviorista Albert P. Weiss.
Nel 1924 Bloomfield fece parte, insieme a George M. Bolling a Edgar H. Sturtevant del comitato fondatore della "Linguistic Society of America".
Nel 1927 si trasferì a Chicago, dove continuò ad operare, fino al 1940, nel campo della filologia germanica all'University of Chicago.
Nel 1933 apparve la sua opera più conosciuta, Language.
Nel 1935 fu nominato presidente della LSA. Come successore di Edward Sapir, nel 1940  Leonard Bloomfield divenne "Sterling Professor of Linguistics" alla Yale University di New Haven, Connecticut.

## Aspetti generali del suo pensiero
Il pensiero di Bloomfield, pur differenziandosi da quello di autori come Franz Boas, Edward Sapir e Benjamin Lee Whorf, si inserisce senz'altro nel contesto dello strutturalismo americano. 
L'indagine linguistica di Bloomfield è strettamente legata al procedimento induttivo e all'osservazione, quali momenti necessari per fondare scientificamente l'analisi del linguaggio.
Per questo motivo il suo metodo è stato accostato al positivismo, al meccanicismo; è stato definito poi come fisicalismo (dal punto di vista delle scienze come fisica e chimica alle quali si accosta metodologicamente per analogia), comportamentismo (dal punto di vista psicologico in quanto si limita a considerare i soli comportamenti osservabili) o come distribuzionalista (facendo riferimento alla procedura adottata). Le uniche generalizzazioni possibili sono perciò quelle induttive; data la complessità e la variabilità del "sistema-uomo" è impossibile dare dei giudizi a priori riguardo al linguaggio.
Il discorso è descritto nei termini di uno stimolo e di una risposta; il significato di una forma linguistica è dato dall'unione di queste due azioni. Il parlante perciò agisce in una determinata situazione (spinto da una necessità specifica) e traduce la sua intenzione in forma linguistica; il ricevente risponde allo stimolo interpretandolo, prima a livello auricolare e poi a livello cerebrale. È importante poi notare che la reazione dell'ascoltatore non è necessariamente linguistica ma può avere direttamente un risvolto pratico in senso stretto.
L'evento discorsivo è descritto in termini psico-fisico-acustici: a) formazione di onde sonore tramite le corde vocali e gli altri apparati adibiti all'emissione di onde; b) propagazione delle onde nell'aria; c) effetto delle vibrazioni sull'apparato uditivo dell'ascoltatore.
L'analisi linguistica deve tenere poi conto dei risvolti pratici che precedono e seguono l'atto discorsivo: appunto in chiave meccanicistica la causa e l'effetto del discorso che si colloca in mezzo a questi due termini. Da questo punto di vista perciò diventa fondamentale il contesto in cui si compie l'azione osservata e si identifica negli eventi che precedono e seguono l'atto discorsivo in senso stretto (appunto la causa e l'effetto).
Il carattere virtualmente infinito delle possibilità mette in primo piano il carattere di complessità dell'universo linguistico. Se uno specifico comportamento sarà perciò difficile da prevedere, sarà d'altro lato possibile generalizzare degli aspetti comuni, di massa, in quanto se certe azioni sono difficilmente generalizzabili e dipendenti dal contesto sociale della lingua o del singolo individuo, altre si presenteranno in maniera costante in più ampi gruppi di popolazione (costituendo una legge generale di stampo induttivo e perciò falsificabile). 
L'indagine di Bloomfield e in generale dello strutturalismo americano (da non confondersi con lo strutturalismo francese nel quale si potrebbero inserire, in senso lato, anche autori come Michel Foucault, Jacques Lacan, ecc.) è contrassegnata da un'attenzione specifica verso la forma sintattica del linguaggio.

## Linguistica storica
Bloomfield è stato anche l'iniziatore dello studio genealogico della famiglia delle lingue algonchine, che lo portò a ricostruire il Proto-Algonchino; i testi dei suoi seminari su questa famiglia linguistica sono a tutt'oggi una pietra miliare nella linguistica storica algonchina.

## Pubblicazioni
- 1911: "The Indo-European Palatals in Sanskrit". in: The American Journal of Philology 32/1, pp. 36-57.
- 1914: Introduction to the Study of Language. New York: Henery Holt and Co. ISBN 90-272-1892-7.
- 1914: "Sentence and Word". in: Transactions and Proceedings of the American Philological Association 45, pp. 65-75.
- 1916: "Subject and Predicate". in: Transactions and Proceedings of the American Philological Association 47, pp. 13-22.
- 1917: (with Alfredo Viola Santiago) Tagalog texts with grammatical analysis. University of Illinois studies in language and literature, 3.2-4. Urbana, Illinois.
- 1924: "Notes on the Fox language". in: International Journal of American Linguistics 3, pp. 219-232.
- 1926: "A set of postulates for the science of language". in: Language 2, pp. 153-164 (reprinted in: Martin Joos (ed.), Readings in Linguistics I, Chicago and London: The University of Chicago Press 1957, pp. 26-31).
- 1927: "Literate and illiterate speech". in: American Speech 2, pp. 432-441.
- 1927: "On Some Rules of Pāṇini". in: Journal of the American Oriental Society 47, pp. 61-70.
- 1928: Menomini Texts. American Ethnological Society Publications 12. New York. ISBN 0-404-58162-5.
- 1930: Sacred stories of the Sweet Grass Cree. National Museum of Canada Bulletin, 60 (Anthropological Series 11). Ottawa. ISBN 0-404-11821-6.
- 1933: Language. New York: Henry Holt and Co. ISBN 0-226-06067-5, ISBN 90-272-1892-7.
- 1935: "Linguistic aspects of science". in: Philosophy of Science 2/4, pp. 499-517.
- 1939: "Menomini morphophonemics". in: Travaux du Cercle Linguistique de Prague 8, pp. 105-115.
- 1939: Linguistic aspects of science. Chicago: University of Chicago Press.
- 1942: Outline guide for the practical study of foreign languages. Baltimore.
- 1962: The Menomini language. New Haven: Yale University Press.
- 1970: Charles F. Hockett (ed.), A Leonard Bloomfield Anthology. Indiana University Press. ISBN 0-226-06071-3.